# Micoplasmose
Micoplasmose é uma infecção bacteriana causada por Mycoplasma, uma bactéria sem parede celular, o que lhe confere resistência a todas penicilinas, comum no mundo inteiro. As micoplasmas podem causar pneumonia ou Infecção urinária.

## Causas
Mycoplasma pneumoniae podem ser transmitidas por gotículas geralmente e causa:
- Pneumonia bacteriana atípica adquirida na comunidade
- Bronquiolite
- Faringite aguda

Enquanto Mycoplasma hominis e Mycoplasma genitalium geralmente infectam genitais e  causam:
- Vaginose bacteriana
- Doença inflamatória pélvica
- Febre pós-aborto
- Febre pós-parto

Outros Mycoplasma também causam essas mesmas infecções, mas com menos frequência.

## Complicações
Em recém nascidos, imunocomprometidos e pessoas vulneráveis podem complicar com :
- Pneumonia neonatal grave
- Inchaço do cérebro (encefalite) ou das membranas que envolvem o cérebro (meningite)
- Destruição dos glóbulos vermelhas do sangue, células que transportam o oxigênio no organismo (anemia hemolítica)
- Problemas renais (disfunção renal)
- Doenças de pele (Síndrome de Stevens-Johnson, eritema multiforme, necrólise epidérmica tóxica)
- Infertilidade em mulheres, reversível com cirurgia

## Epidemiologia
É mais diagnosticado em países subtropicais da América do Norte, Europa e Ásia e menos diagnosticado nos países tropicais ou polares. Apenas nos EUA, são 2 milhões por ano. É responsável por 10 a 20% das pneumonias bacterianas adquiridas na comunidade. São mais comuns em jovens e cerca de 20% dos casos em adultos são sub-clínicos, indicando desenvolvimento de imunidade. Surtos ocorrem em locais fechados com muita gente como escolas, quarteis e asilos, sendo mais comuns no inverno. 

## Tratamento
Quando os sintomas são leves, o tratamento com antibióticos normalmente não é necessário, exceto em imunocomprometidos e recém-nascidos. Os micoplasmas são naturalmente imunes a todos betalactâmicos, como penicilinas, pois não tem parede celular. Podem ser tratados com eritromicina, claritromicina ou azitromicina.

## ver também
- Mycoplasma
- Pneumonia bacteriana
- Vaginose bacteriana